# Ковалевская, Наталия Викторовна
Ната́лия Ви́кторовна Ковале́вская (в девичестве — Ко́нева) (род. 14 марта 1961, Йошкар-Ола, Марийская АССР) — советская и российская эстрадная певица, педагог. Солистка ВИА «Сувенир» и ВИА «Мари» — ведущих коллективов эстрадной песни Марийской АССР 1970—1980-х годов. Художественный руководитель Дворца культуры Российской Армии (г. Йошкар-Ола). Заслуженный работник культуры Российской Федерации (2021), заслуженный работник культуры Республики Марий Эл.

## Биография
Родилась 14 марта 1958 года в г. Йошкар-Оле Марийской АССР. Окончила дирижёрско-хоровое отделение Йошкар-Олинского музыкального училища, затем — Марийский государственный педагогический институт имени Н. К. Крупской.  С созданием в 1975 году Дворца культуры имени XXX-летия Победы параллельно с учёбой выступала в ВИА «Сувенир».
Более известна как солистка ВИА «Мари» – ведущего коллектива эстрадной песни Марийской АССР в 1970—1980-х годах, работавшего на базе Марийской государственной филармонии имени Я. Эшпая.
Долгие годы работала во Дворце культуры имени XXX-летия Победы г. Йошкар-Олы художественным руководителем, здесь продолжала выступать сольно и вела различные вокальные студии.
Является художественным руководителем Дворца культуры Российской Армии г. Йошкар-Олы, где, в частности, ведёт основанную ей Школу эстрадного вокала Наталии Ковалевской.
Занимается и педагогической деятельностью: преподаёт эстрадный вокал в Марийском республиканском колледже культуры и искусства имени И. С. Палантая. 
В настоящее время живёт и работает в г. Йошкар-Оле.

## Творческая деятельность
Получила известность как солистка таких ведущих эстрадных коллективов Марийской АССР 1970—1980-х годов как ВИА «Сувенир» и ВИА «Мари».
Стала первой в Марийской республике эстрадной исполнительницей, которая исполняла песни на марийском языке, не будучи по национальности марийкой. С того времени в её репертуаре — патриотические песни, эстрадные песни на русском и марийском языках, а также хиты некоторых зарубежных исполнителей. Особую известность в её исполнении получила песня «Роза-Розмари» на марийском языке.
В составе ВИА «Мари» с гастролями объездила весь Советский Союз, от Хабаровска до Ташкента и Украины. Выступала на одной сцене с Муслимом Магомаевым, Тамарой Синявской, Валерием Леонтьевым, Надеждой Чепрагой, Ириной Понаровской, группой Стаса Намина «Цветы», Театром клоунады «Лицедеи» во главе с В. Полуниным и многими другими известными исполнителями и коллективами.
При её непосредственном участии было открыто вокальное отделение Марийского республиканского колледжа культуры и искусства имени И.С. Палантая, где до сих пор она преподаёт эстрадный вокал. Выпустила поколение новых звёзд современной эстрады Марий Эл (К. Павловская, Э. Токташева, Р. Искакова, И. Соболева, В. Решта, К. Астапов и другие).
Является одним из организаторов и членом жюри республиканского этапа Всероссийского фестиваля патриотической песни «Звезда России».

## Звания и награды
- Заслуженный работник культуры Российской Федерации (2021) — за большой вклад в развитие отечественной культуры и искусства, многолетнюю плодотворную деятельность[8][9]
- Заслуженный работник культуры Республики Марий Эл[1][2]